# Eden (televisieserie, 2021)
Eden is een Australische dramareeks uit 2021 van streamingdienst Stan over de verdwijning van een jonge vrouw in een Australisch kustdorp.

## Verhaal
Scout studeert muziek in New York maar keert tijdens de vakantie terug naar huis in het Australische dorp Eden, alwaar ze haar beste vriendin Hedwig terugziet. Na een decadent feestje bij een bekende acteur verdwijnt Hedwig spoorloos. Scout gaat zelf op onderzoek en ontdekt dat haar beste vriendin er samen met de lokale drugsdealer een handeltje op nahield.
Elke aflevering is gefocust op één personage en diens rol in wat er zich achter de schermen van het ogenschijnlijk idyllische dorp afspeelt.
1. Scout
2. Cora & Damian
3. Andy
4. Gracie
5. Cam
6. Katia
7. Drysdale
8. Hedwig

## Rolverdeling
- BeBe Bettencourt en Alyla Browne (als kind) als Hedwig, de jonge vrouw die vermist raakt
- Sophie Wilde en Mame-Diarra Tall (als kind) als Scout, Hedwigs jeugdvriendin
- Alexandria Steffensen als Saranya, Scouts moeder
- Keiynan Lonsdale als Cam, de lokale drugsdealer
- Christopher James Baker en Leeanna Walsman als Lou en Octavia Gracie, de lokale politiechef en zijn vrouw
- Claude Jabbour als Ben Drysdale, de lokale politieman
- Cody Fern als Andy Dolan, de bekende acteur
- Samuel Johnson en Maggie Kirkpatrick als Ezra en Florence Katz, de rechercheur en zijn moeder
- Rachael Blake als Katia Van Der Linden, directrice van de muziekacademie die Hedwig mee opvoedde
- Cassandra Sorrell als Cora Lee en Mark Leonard Winter als Damien, koppel in vakantiehuis
- Geneviève Lemon als Fiona Palmer, de lokale drugsbaron